# RAF Spadeadam

i7
i11
i13
Die Royal Air Force Station Spadeadam, kurz RAF Spadeadam, ist ein militärisches Testgelände und ehemaliges Raketentestgelände der Royal Air Force in England, in der Nähe zur Grenze nach Schottland. Es ist heute Standort der Electronic Warfare Tactics Range.

## Nutzung
Mit einer Fläche von 36 Quadratkilometern ist es das flächengrößte Gelände der RAF im Vereinigten Königreich. Auf der Anlage sollten Angehörigen der Streitkräfte der RAF und der NATO für die Elektronische Kampfführung geschult werden. Andere Staaten können das Gelände gegen Entrichtung einer Gebühr nutzen.

## Geschichte

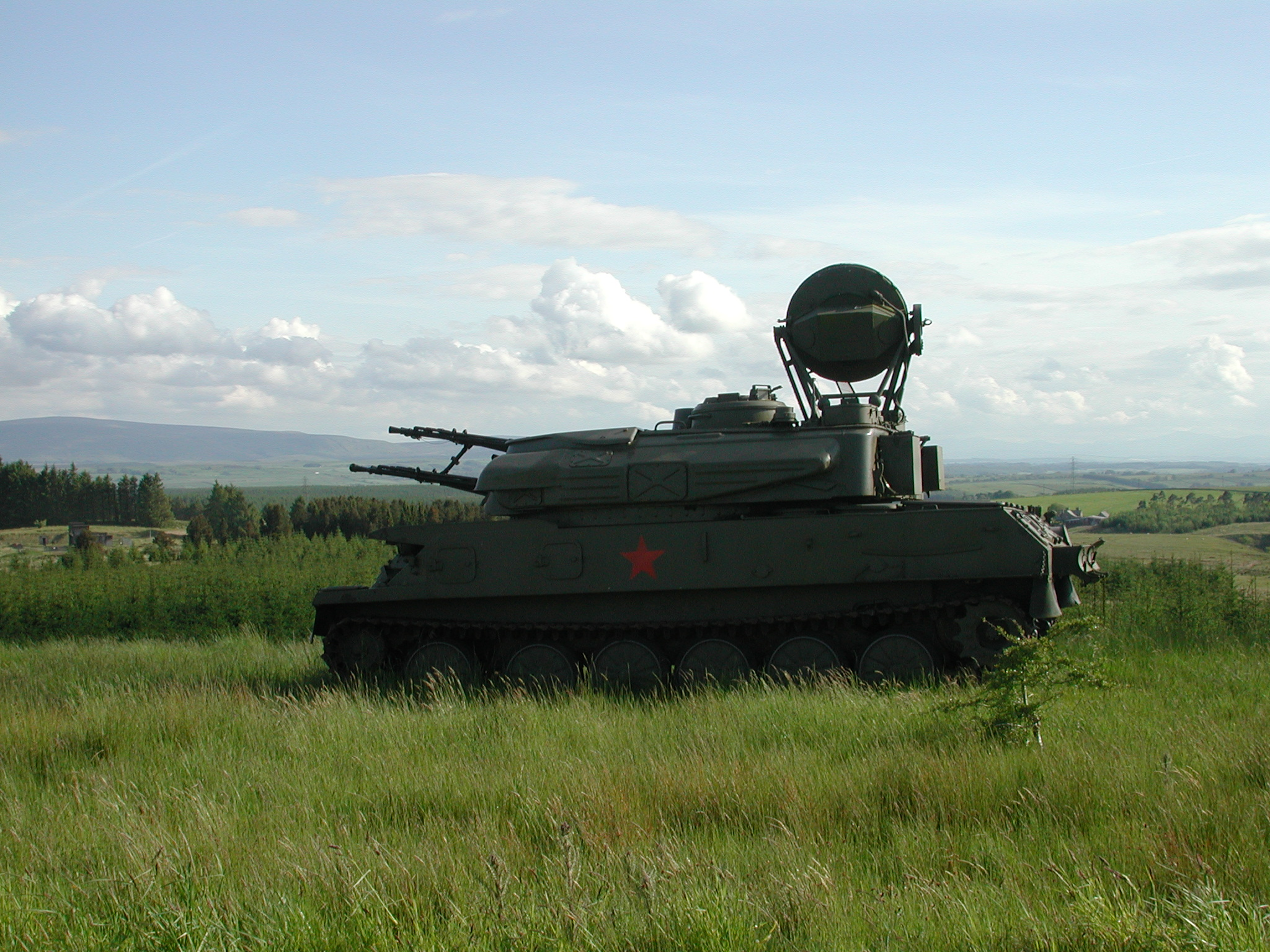
Ein Flugabwehrgeschütz Shilka, aufgestellt als Übungsziel

Spadeadam war ein abgelegenes und recht unbewohntes Gebiet, bis im Jahr 1957 das Intermediate Range Ballistic Missile Test Centre gebaut wurde, um hier die Erprobungen für das Blue-Streak-Raketenprogramm durchzuführen.
Nach der Einstellung des Blue Streak-Programms wurde das Gelände 1976 von der Royal Air Force in Europas erstes Übungsgelände für die elektronische Kampfführung umgebaut. Auf dem Gelände sind bodengestützte Systeme zur elektronischen Kampfführung stationiert, die die typischen Emissionen feindlicher Systeme aussenden, um die Besatzungen von Kampfflugzeugen auf Bedrohungen vom Boden vorzubereiten. Teilweise wurden diese Systeme in der Sowjetunion gebaut. Zudem sind diverse Übungsziele (Flugplätze, ein tragbares „Dorf“, Panzer, Flugzeuge und Lkw-Konvois) aufgebaut.
Spadeadams Rolle in Kernwaffenprogramm des Vereinigten Königreiches während des Kalten Kriegs wurde im Jahr 2004 bekannt, als bei Baumfällarbeiten die Reste eines Raketensilos entdeckt wurden. Eine Untersuchung des Geländes von der RAF und der Historic Buildings and Monuments Commission for England ergab keine Resultate, da die Anlage so geheim war, dass nicht einmal mehr Pläne für die Anlage existierten.

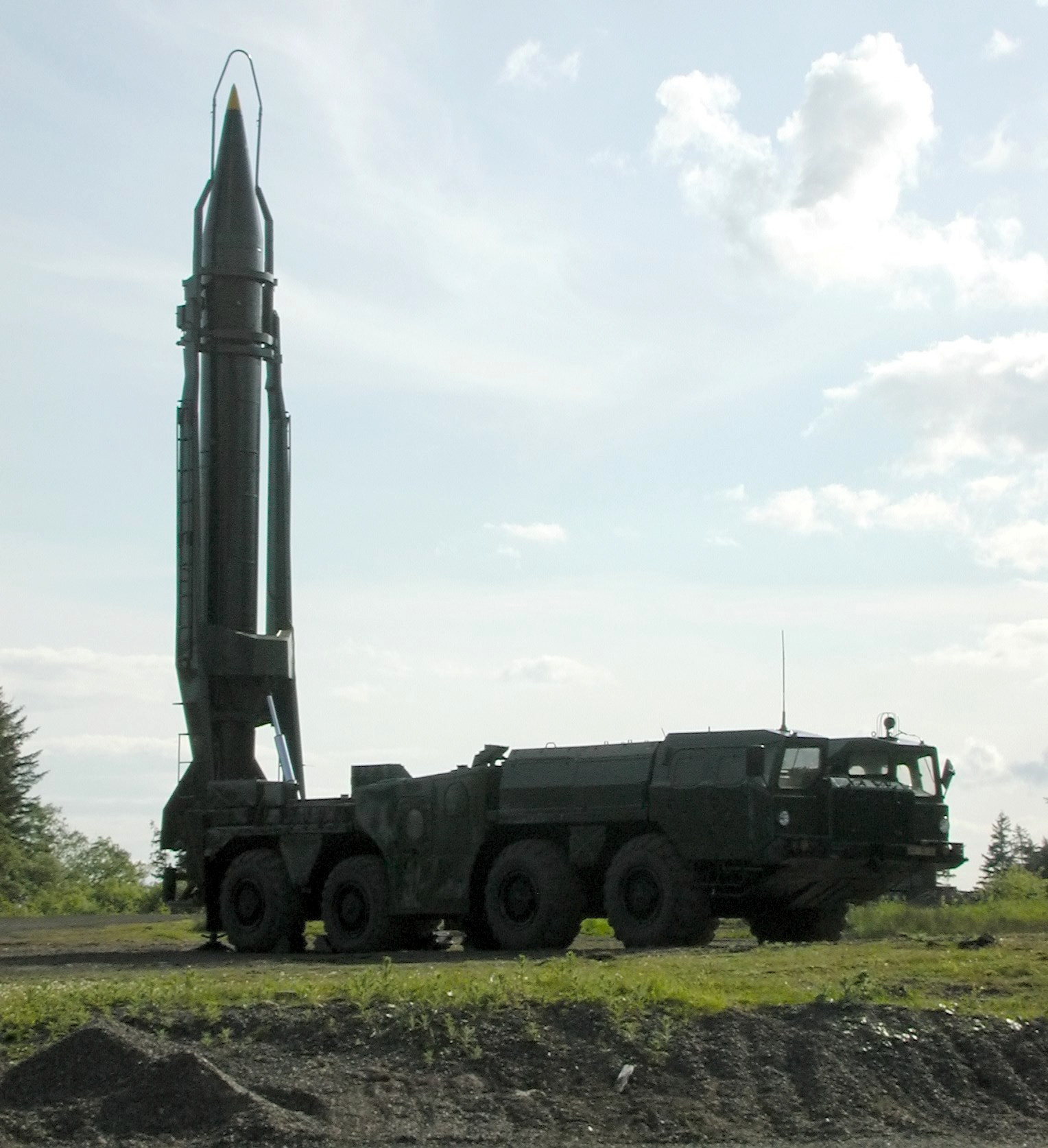
Eine Scud, Beutestück aus dem Golfkrieg

Der Grund, Spadeadam als Startbasis zu wählen, lag in einer Kombination von Abgeschiedenheit zu naher Infrastruktur, guter Zugang zum Wasser und dem nationalen Stromnetz sowie die Straßenanbindung. Es wird vermutet, dass Spadeadam als eine von 60 Startbasen für Mittelstreckenraketen entlang der englischen Ostküste vorgesehen war; Die Rampen wurden nie vollendet. Stattdessen wurde die Anlage nur für die Erprobung von Raketentriebwerken, elektronischen Anlagen und Bodeneinrichtungen genutzt.

## Naturschutz
Die großflächige Heidelandschaft gewinnt für den Natur- und Artenschutz immer größere Bedeutung. In dem Gelände gibt es große Gebiete von Torf. Alle in Großbritannien beheimateten Molcharten können dort beobachtet werden. Die Waldgebiete sind ein Habitat für das durch die Grauhörnchen (Sciurus carolinensis) gefährdeten Eichhörnchen (Sciurus vulgaris).